# Finkenbach-Gersweiler
Finkenbach-Gersweiler là một đô thị thuộc thuộc huyện Donnersberg, Đức. Đô thị Finkenbach-Gersweiler có diện tích 7,73 km², dân số thời điểm ngày 31 tháng 12 năm 2006 là 337 người.